# ماري إلوستريوس ماكينامي
ماري إلوستريوس ماكينامي (باليابانية: 真希波・マリ・イラストリアス
) هي شخصية خيالية وشخصية رئيسية من أنمي ومانغا نيون جينيسيس إيفانجيليون. ماري هي طيار للفرع الأوروبي للوكالة الخاصة نيرف، التي تأسست لمواجهة أعداء البشرية المعروفين باسم الملائكة. ظهرت لأول مرة على متن الميكا إيفانجيليون الوحدة 05، قبل القتال على إيفانجيليون الوحدة 02 بدلاً من أسكا لانغلي سوريو. يتم وصفها على أنها شجاعة وعنيدة في ساحة المعركة، وعلى أنها ودودة وخفيفة الظل ومرحة مع زملائها. تم تأديتها صوتيًا في النسخة اليابانية بواسطة مايا ساكاموتو، وفي الدبلجة الإنجليزية، تم تأديتها صوتيًا بواسطة ترينا نيشيمورا ودينين ميلودي. بالإضافة إلى أفلام إعادة بناء إيفانجيليون، تظهر ماري في فصل إضافي من مانغا نيون جينيسيس إيفانجيليون، التي كتبها ورسمها يوشيوكي ساداموتو، وتظهر في العديد من ألعاب الفيديو.